# Warenhaus Hettlage (Düsseldorf)

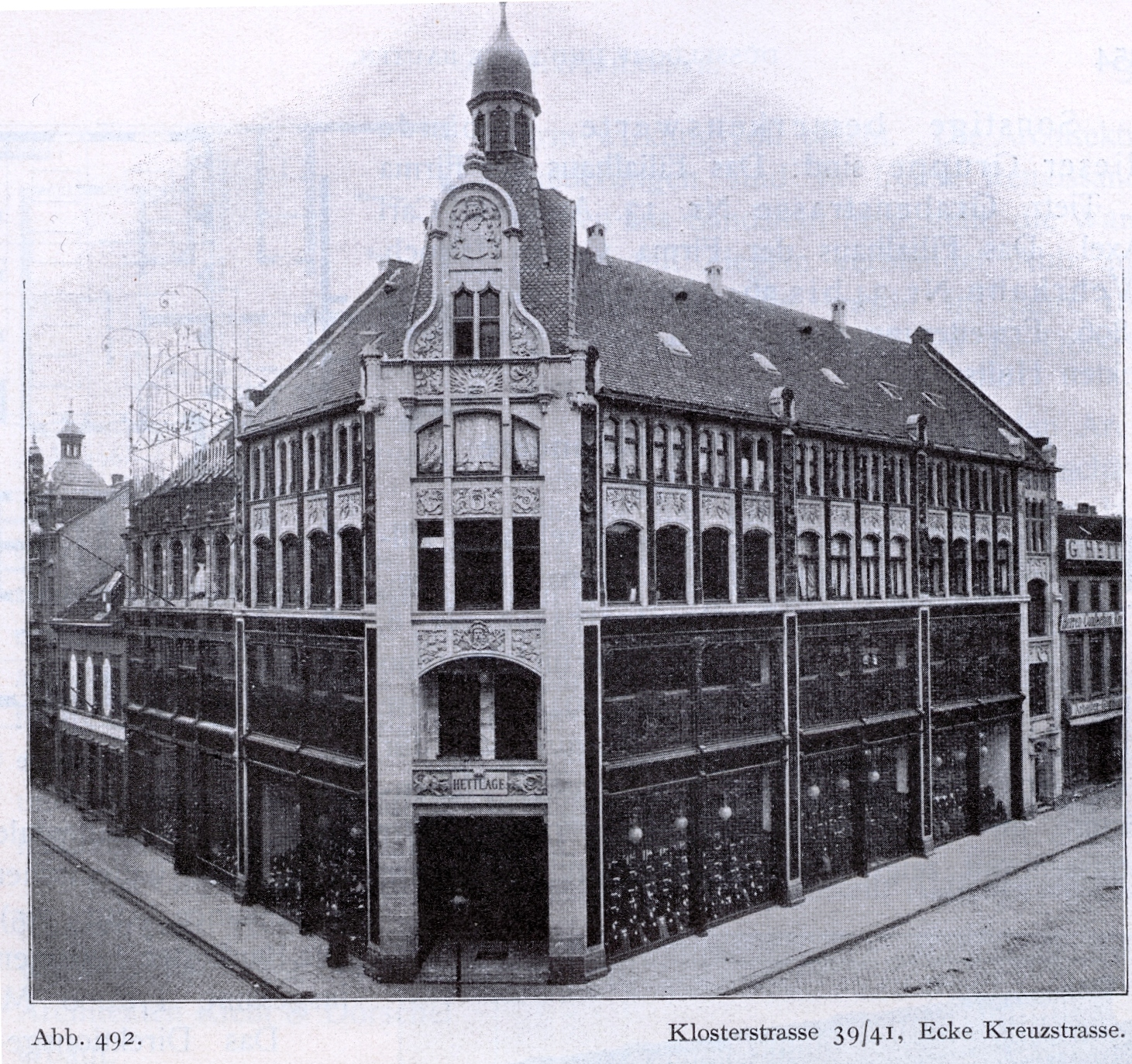
Warenhaus Hettlage, Druck nach Fotografie

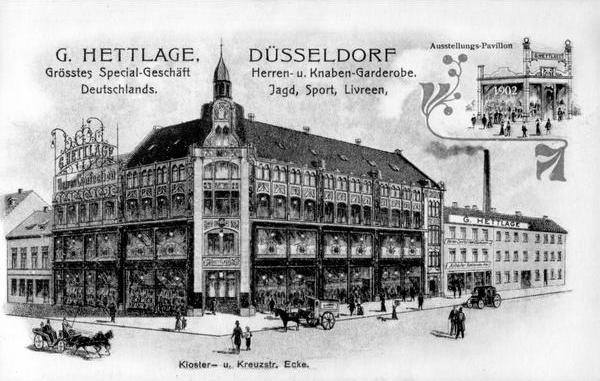
Warenhaus Hettlage, Stich

Das Warenhaus G. Hettlage war ein familiengeführtes Unternehmen im Textil-Einzelhandel in Düsseldorf, das Herren- und Knabenbekleidung verkaufte. Sein Hauptsitz war das Eckgebäude Klosterstraße 39–41 / Kreuzstraße 4–6. Am 5. November 1993 feierte das Modehaus sein 100-jähriges Bestehen. Im November 1997 erhielt das Modehaus Hettlage den Igedo-Mode-Marketing-Preis. Im Jahr 2006 wurde das Unternehmen nach 113 Jahren geschlossen.

## Gebäude
Das Geschäftshaus der Firma G. Hettlage ging aus einer kleinen Anlage auf dem Grundstück Klosterstraße 41 hervor. Diesem wurden durch Angliederung der Eckparzellen weitere Teile hinzugefügt. Es diente im Keller-, Erd-, ersten und zweiten Obergeschoss dem Geschäftsbetrieb mit Verkaufs- und Lagerräumen. Im dritten Obergeschoss befanden sich Wohnungen für die Angestellten. Die Straßenfront wies große Schaufenster auf, ihre architektonische Gestaltung folgte Vorbildern der deutschen Frührenaissance.
Das erste Geschäftsgebäude an dieser Stelle wurde im Jahr 1894 durch den Düsseldorfer Architekten Peter Paul Fuchs errichtet. Ein Um- und Erweiterungsbau wurde 1899–1900 durch den Kölner Architekten Rottlender ausgeführt. Eine besonders aufwändige Gestaltung zeigte das viergeschossige Eckgebäude an der abgeschrägten Ecke mit reichem Figurenschmuck, gotisierenden Fialen und Kielbogen und renaissancehaftem Rollwerk. Das Erdgeschoss und das erste Obergeschoss zeigten weitgespannte Schaufensteröffnungen. Die darüber befindlichen Obergeschosse hatten Segment- oder Kielbögen als Fensterabschlüsse.